# Grenoble École de management
 (décembre 2024).
L'article doit être relu — et modifié si nécessaire — par des contributeurs indépendants pour apporter un regard critique aux contributions effectuées en violation des conditions d'utilisation de Wikipédia, tant sur la forme (notamment concernant le style encyclopédique, la proportionnalité) que sur le fond (la neutralité de point de vue, la qualité et l'indépendance des sources).
(Politique pour les contributions rémunérées | Comprendre le dépubage | En discuter)
Grenoble École de management (GEM)  est une école de commerce française reconnue par l'État, créée en 1984 à Grenoble, en région Auvergne-Rhône-Alpes. 
L'école propose différentes formations au management et à l'entrepreneuriat : un cursus classique (PGE) sur concours (appelé cursus « Grande école ») débouchant sur un diplôme visé  par l'État conférant le grade master (bac+5), des mastères spécialisés (MSc), un MBA et un « Executive MBA », des formations professionnelles certifiantes (CESA), ainsi que des formations doctorales (PhD, DBA) en management.

## Historique
Avant la création de l'école par la chambre de commerce et d'industrie de Grenoble en 1984, l'enseignement de la gestion était présent à Grenoble par le biais de l'Institut universitaire d'études commerciales créé en 1912 dans le giron de la Faculté de Droit et qui accueillait plus de 700 étudiants depuis le début des années 1960. L'école prend la dénomination d'École supérieure de commerce de Grenoble et intègre dans ses enseignements le concept de management technologique dès sa création de par sa proximité avec plusieurs écoles d'ingénieurs,. Elle intègre également le réseau des écoles supérieures de commerce et d'administration des entreprises (ESCAE).
En 1987, l'école lance Formatech en partenariat avec l'Institut polytechnique de Grenoble, une formation en double compétence (scientifique et managériale) de niveau II pour ingénieurs, techniciens supérieurs avec deux options: génie industriel et électrique. En 1989, l'ESC Grenoble est admise au Chapitre des écoles de management, sous-groupe créé en 1985 au sein de la Conférence des grandes écoles.

### Nouveau site rue Pierre-Semard
Alors que Jean-Paul Léonardi est à la tête du groupe ESC Grenoble depuis son origine, l'école quitte ses locaux historiques de la rue Hoche en juillet 1992 pour intégrer ceux de la Rue Pierre-Semard dans le quartier Europole.
Durant l'année 2000, le Groupe ESC Grenoble obtient pour la première fois l'accréditation EQUIS. En 2002, Thierry Grange (consul honoraire de Norvège et dirigeant d'entreprises) prend la tête du groupe ESC Grenoble après avoir été directeur adjoint du groupe chargé de la pédagogie et du développement international.
Le groupe ESC Grenoble devient une école multi-sites avec la mise en place de cinq implantations à l'étranger : en Russie, en Moldavie, à Malte, et deux en Chine.

### Nouvelle dénomination
En janvier 2003, le groupe ESC Grenoble change de nom et devient Grenoble École de management. La même année, l’ESC Grenoble signe l’un des premiers accords d'échange entre une école de commerce et une école d’ingénieurs, l’ENST Bretagne. En janvier 2005, un nouveau site ouvre ses portes au Maroc. Simultanément, l'école se lance dans un programme d’extension qui porte la superficie de ses bâtiments à 33 000 m2 au cours de l'année 2007[réf. nécessaire]. Début 2008 un accord de double diplôme est signé avec la Strate École de design et permet aux étudiants des deux écoles de devenir designer-manager avec dix-huit mois d'études supplémentaires.
En juillet 2009, de nouveaux partenariats sont créés avec plusieurs universités à travers le Monde, dans lesquels Grenoble École de management dispense certains de ses cours au sein de l'université locale, comme à Genève, Pise, Ghaziabad, Los Angeles, Singapour, Tbilissi, Pékin, Moscou ou Londres,. En 2010, Grenoble école de management devient partenaire de Harvard Business School pour les programmes MOOCs et cours en ligne.

### Lancement d'IncubaGEM
En 2011, à la suite des besoins grandissants de ses jeunes entrepreneurs et de la création d’un Institut de l’entrepreneuriat, Grenoble École de Management décide de transformer le Hall de l'entrepreneuriat en incubateur d’entreprises : IncubaGEM, dispositif d'aide à la création de startups, d'où va émerger notamment l'entreprise Wizbii.

Logo jusqu'en 2013 comportant un dauphin, symbole du Dauphiné.

En décembre 2012, Grenoble École de management s'associe à l'Institut Mines-Télécom avec pour objectifs de créer de nouvelles formations et développer la recherche dans le domaine du management de la technologie et de l'innovation. En octobre 2013, Grenoble École de management s'installe dans son nouveau campus situé à Paris, comportant six salles pour 350 étudiants. La formation de ce nouveau campus porte sur des programmes internationaux et de la formation continue aux entreprises. En janvier 2014, l'école abandonne son logo historique de couleur bleue et en adopte un nouveau comportant des lettres noires sur un fond blanc.
En 2016, Grenoble École de management envisage de changer de modèle économique et d'adopter le nouveau statut d'établissement d'enseignement supérieur consulaire,. En avril 2016, Grenoble École de management élargit son offre en annonçant l'ouverture d'un campus à Berlin pour janvier 2017, dans les locaux de la German International Graduate School for Management and Administration. Elle y propose aux étudiants allemands et ceux venant de l’Est, un MBA en management de projet.
En 2020, le campus parisien de GEM s'agrandit en déménageant rue Didot dans des locaux d'une superficie de 2 500 m2 pouvant accueillir jusqu'à 1 000 étudiants. À la rentrée 2023, un second déménagement de l'école augmentera encore ses effectifs dans des locaux de 6 000 m2 situés à Pantin et travaillant dans le domaine de l'intelligence artificielle et de la réalité virtuelle. La pose de la « première pierre » de cet édifice en bois qui pourra accueillir 2 500 étudiants se déroule le 18 novembre 2021.
Le 1er septembre 2022, Fouziya Bouzerda, avocate et femme politique, est nommée Directrice Générale de GEM.

## Institution
Il s'agit d'un établissement consulaire de la chambre de commerce et d'industrie de Grenoble qui en est toujours actionnaire majoritaire en 2021.

GEM (site Pierre-Sémard).

Elle est constituée de plusieurs entités,,, :
- École supérieure de commerce de Grenoble (Grande école /Sup de Co, ESCG)
- Grenoble Graduate School of Business (GGSB)
- École de management des systèmes d'information (EMSI)
- École Doctorale (PhD,DBA)

Le 29 mars 2016, GEM et l'EM Lyon annoncent leur alliance baptisée Alliance Lyon Grenoble Business School comptant mettre en commun progressivement à partir de la rentrée 2016 leurs équipes de recherche, ainsi qu’une partie de l’immobilier et de leurs relations internationales,. Mais cette annonce va rester sans suite.
Le 30 mars 2021, l'école prend la qualité de société à mission tout en conservant son statut social d’Établissement d'enseignement supérieur consulaire, avec pour but affiché d'« apporter des réponses, par la formation et la recherche, aux grands défis de la transition écologique, sociétale et économique »,,.

### Accréditations internationales
L'école dispose de la triple accréditation :
- EQUIS : European Quality Improvement System
- AACSB : Association to Advance Collegiate Schools of Business (en)[45]
- AMBA :  Association of Masters of Business Administration

Ses accréditations sont régulièrement renouvelées, et chacune pour une durée maximale de cinq ans. L’école est également labellisée BSIS (Business School Impact System), dispositif conçu pour déterminer l'étendue et la nature de l'impact d’une école de management sur son environnement local.

### Classements

#### Classements français
Depuis 2012, les principaux quotidiens nationaux (Le Point, L'Express, Entreprendre, Manager & Réussir, Les Echos, Le Parisien) classent régulièrement Grenoble École de management (GEM) comme la 5e ou 6e école de commerce de France. En 2015, 2016, 2017 et 2018, le site internet L'Étudiant positionnait l'école (GEM) en sixième position nationale des grandes écoles de commerce. Un classement de 2014 indique que c'est l'établissement de commerce français qui a la meilleure visibilité sur le moteur de recherche Google.
[pertinence contestée]En 2017-2018 et en 2016-2017, Le Figaro Étudiant classe l'école en 5e position selon des critères liés à l’excellence académique, au rayonnement international et aux relations avec les entreprises. En 2024, l'école de management se place 9e de ce même classement.
| Classement                                                            | Programme concerné                 | Rang |
| --------------------------------------------------------------------- | ---------------------------------- | ---- |
| Le Figaro Étudiant - Classement meilleures écoles de commerce (2025)  | Programme Grande École             | 9    |
| Le Point - Palmarès des écoles de commerce (2024)                     | Programme Grande École             | 11   |
| L'Étudiant - Palmarès grandes écoles de commerce (2024)               | Programme Grande École             | 10   |
| L'Express - Palmarès écoles de commerce (2018)                        | Programme Grande École             | 6    |
| Le Parisien - Palmarès Grandes écoles de commerce grade Master (2024) | Programme Grande École             | 14   |
| Challenges - Classement écoles de commerce post-prépa (2025)          | Programme Grande École             | 9    |
| Le Parisien - Palmarès des Bachelors des écoles de Commerce (2023)    | Bachelor in International Business | 3    |
| Challenges - Classement Bachelors en trois ans (2024)                 | Bachelor in International Business | 3    |

#### Classements internationaux
Sur le plan international, les classements de 2024 du Financial Times portant sur l'enseignement dans 90 écoles européennes (Russie comprise) positionnait l'école en 31e place en Europe.
Grenoble École de management est classée : 5e école française dans les classements de The Economist - Which MBA 2019. La revue AméricaEconomía classe GEM au 18e de son classement Global MBA 2019, au 19e rang en 2020 et 3e des écoles françaises. CNN Expansíon classe GEM au 31e rang de son classement des Executive MBA en 2018, et au 22e rang en 2019.
Le classement de Shanghai 2023 positionne GEM au 101e- 150e rang mondial dans la rubrique « Administration des affaires », soit la 8e place des écoles françaises de commerce. En ce qui concerne la rubrique « management », GEM est au rang mondial 401-500, soit la 21e place d'une école française de commerce. 
| Classement                                                                     | Rang    |
| ------------------------------------------------------------------------------ | ------- |
| Classement de Shanghai - Global Ranking of Academic Subjects Management (2023) | 401-500 |

## Enseignement et recherche
Grenoble École de management est un membre fondateur du campus GIANT (Grenoble Innovation for Advanced New Technologies), créé en 2008 par huit partenaires historiques de la presqu'île scientifique, afin de faciliter les échanges, l'innovation et les collaborations entre eux. Le projet est présenté par ses créateurs comme destiné à devenir un campus de rang mondial.
Grenoble école de management est également membre fondateur de l'institut de recherche technologique, Nanoelec, l'un des six premiers lauréats de l'appel à projets du Grand emprunt révélés le 10 mai 2011 par le gouvernement français. Elle possède depuis 2011 un incubateur d'entreprises portant le nom d'IncubaGEM.

GEM (site de la presqu'île scientifique).

L'école ouvre également en octobre 2019 un nouveau bâtiment de 5 000 m2 sur l'avenue des Martyrs dans la presqu'île scientifique, à 1 500 mètres de ses locaux principaux. Baptisée GEM Labs, cette nouvelle structure d'un coût de 15 millions d'euros, accueille notamment un « learning lab » qui se veut être une bibliothèque du futur, ainsi qu'un Biz Lab, reconstituant des lieux commerciaux à la manière de studios de cinéma afin d'analyser le parcours d’achat d’un client potentiel de la manière la plus exhaustive possible.
À l'instigation de Jean-Marc Huissoud, Jean-François Fiorina et Pascal Gauchon,, Grenoble École de management organise de 2009 à 2019 un festival de géopolitique,. Pour l'occasion de nombreux experts sont invités à donner leur avis sur un sujet choisi lors de conférences réunissant 2 500 participants lors de l'édition 2014. La fréquentation de ces débats à l'édition 2018 qui pose la question de savoir si le XXIe siècle sera américain, atteint la barre des 12 000 inscrits, soit 17 % de plus que l'année précédente.
En 2020, l'école investit 1,2 million d'euros en 2020 dans l'équipement informatique de 32 Hyflex rooms, espèces de salles de formation virtuelles et hybrides réparties sur ses trois sites (2 à Grenoble et Paris) et ayant une capacité totale théorique de plus de 10 000 places en période de crise sanitaire et plus de 11 000 en période ordinaire. Après l'expérience du confinement sanitaire dû à la pandémie de Covid-19 en France, l'école ouvre ces nouvelles salles équipées chacune de deux écrans, deux caméras orientables et d'un système de sonorisation afin de dispenser ses cours simultanément à des publics à distance et présents. 
Durant l'année 2020, GEM est citée dans une liste de 30 écoles de management à travers le monde reconnues pour exercer un impact positif sur la société. L'année suivante, elle progresse dans cette liste de la catégorie 3 à la catégorie 4 sur 5 possibles.

### Formations
Plusieurs programmes allant du niveau : bac+3 à celui de : bac+5 sont proposés par Grenoble École de management. L'admission est possible par la banque commune d'épreuves (post prepa ECG) ou l'admission sur titres (Passerelle) entre autres.
Les formations s’effectuent en formation initiale (avec possibilité d’alternance selon les formations), ou en formation continue, dans tous les domaines du management. Anciennement divisée en quatre écoles distinctes (ESC Grenoble, GGSB, EMSI et l’école doctorante), Grenoble École de Management propose des formations sous une seule et unique marque.
Il existe le programme « grande école » en commerce qui délivre le grade de master visé par l'État et qui peut être suivi totalement en anglais, en alternance ou avec des périodes passées à l'étranger,.
De plus, des mastères Grande École proposent des spécialisations en management, marketing, finances, entrepreneuriat ou encore big data. Parallèlement, Grenoble Graduate School of Business, école proposant des programmes master (MIB), MBA, et Bachelor (BIB), majoritairement à destination des étudiants étrangers, a son programme entièrement dispensé en anglais. La structure EMSI (école dédiée au management des systèmes d'information) forme des professionnels (CIO) en systèmes d'information. Enfin, il y a l'école doctorale comprenant deux programmes dit « PhD » avec rédaction d'une thèse, et le DBA, à distinguer du doctorat en France,.
GEM dispose également par son Institut sport et management de programmes de formation permettant aux athlètes de haut niveau de poursuivre leurs études en même temps que leur carrière sportive comme pour le cycliste Romain Bardet,. Par ailleurs, GEM utilise depuis la rentrée 2013 le jeu sérieux dans son apprentissage et l'utilise depuis 2017 dans ses concours,.
En septembre 2010, l'ESC Grenoble lance avec l'Institut d'études politiques de Grenoble (IEP) un double-diplôme en journalisme économique,. En 2019, GEM propose aussi un diplôme en lien avec le développement durable grâce à son master en innovation pour une transition durable.
À partir de la rentrée 2021, GEM lance deux nouveaux diplômes en géopolitique en lien avec Sciences Po Grenoble : « Intégrations et Mutations en Méditerranée et au Moyen Orient » et le second dédié à l'Europe sous l'appellation « Gouvernance Européenne ».

## Associations

### Vie étudiante
L'association étudiante Altigliss, organise depuis 2000 le GEM Altigliss Challenge, une coupe du monde étudiante de ski et de snowboard,,.

### Association des anciens élèves
L'Association des anciens élèves et diplômés de GEM change sa dénomination en 2007 en devenant Grenoble École de management graduate network portant également l'acronyme de G2N.

## Réseau et partenaires
L'école propose en 2021 un cursus totalement en anglais dit « English Track », un parcours « trilingue », et également un cursus « transcontinental » en accord avec l'université Beihang (Chine), Sasin School of Management (Thaïlande), l'université de Cambridge (GB), l'université McGill (Canada), l'université Pace (USA), l'université George-Washington (USA),  Ecole de design (Singapour) et Caucasus School of Business (Géorgie).
GEM dispense certains de ses cours dans plusieurs villes à l'étranger en partenariat avec une université locale. C'est le cas pour l'année scolaire 2020-2021 à Los Angeles, Berlin, Singapour, Hong Kong, Moscou, Tbilissi et Casablanca,,,. À partir de juin 2019, GEM dispense aussi ses cours à Istanbul en Turquie en travaillant avec un institut privé de formation.
L'école conçoit une des épreuves de géopolitique au concours BCE.

## Personnalités liées

### Étudiants
- Maud Caillaux, entrepreneuse française

### Enseignants
- Vincent Mangematin
- Erno Tornikoski